# Боёвка (Свердловская область)

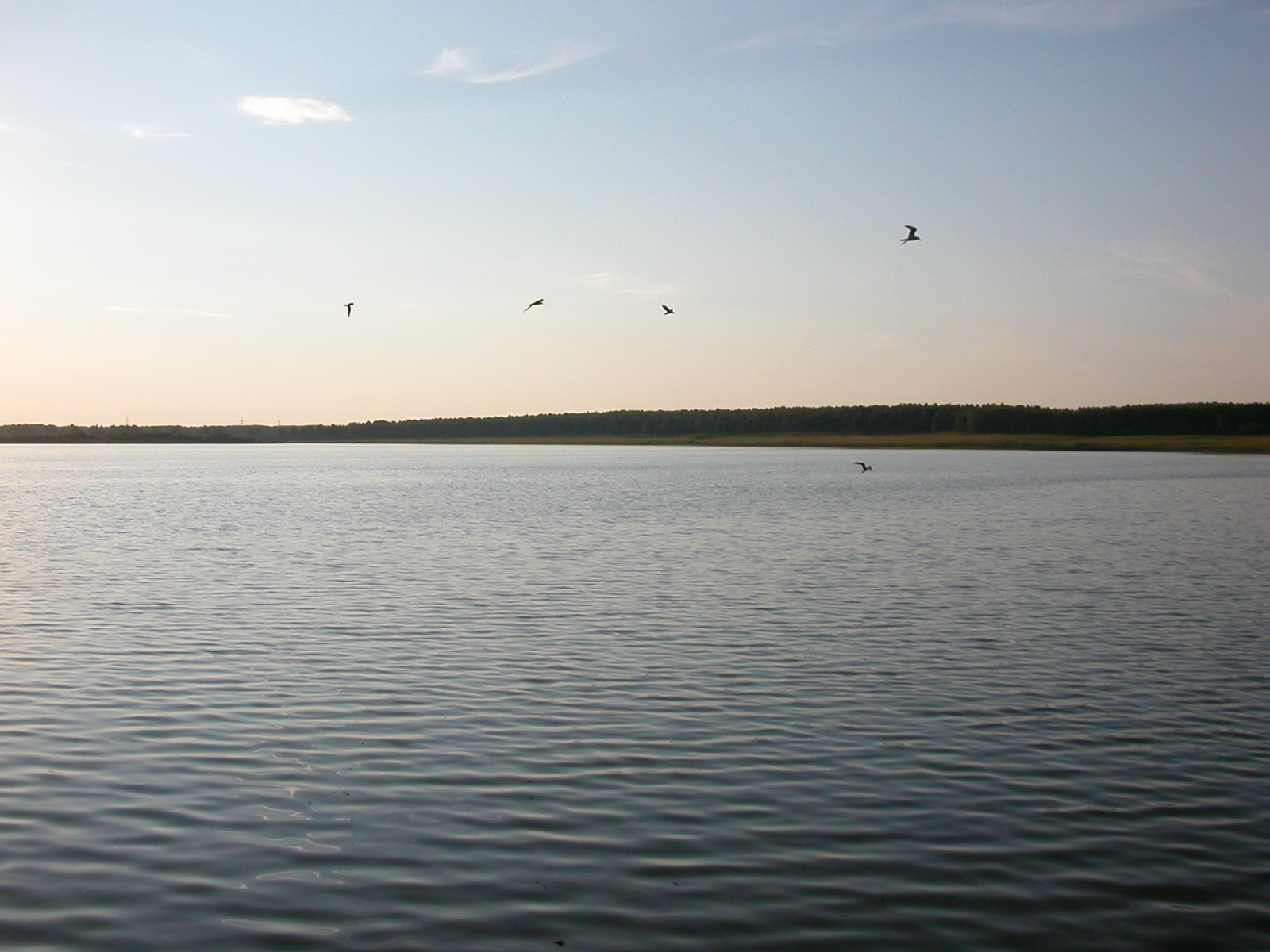
Боёвский пруд, 2004 год

Боёвка — деревня в Каменском районе Свердловской области России. Входит в Каменский муниципальный округ.
Ранее входила в состав Новоисетского сельсовета Каменского района.

## География
Деревня Боёвка расположена в 17 километрах (по автотрассе в 18 километрах) к востоко-юго-востоку от города Каменска-Уральского, на левом берегу реки Грязнухи (левого притока Исети). На реке Грязнухе в деревне имеется пруд.
К югу от Боёвки проходит автодорога Екатеринбург — Каменск-Уральский — Курган. К северу от деревни проходит железнодорожная ветка Екатеринбург — Курган. В одном километре от Боёвки расположен остановочный пункт Боевский.

## История
Первые упоминания в документах о деревне встречаются с 1810 года. Входила в Колчеданскую волость Камышловского уезда Пермской губернии. В 1916 году рядом с Боёвкой была проложена железная дорога Каменск-Уральский — Шадринск — Курган. В 1928 году Боёвка входила в Малогрязнухинский сельсовет Каменского района Шадринского округа Уральской области. Территория деревни входила в состав совхоза «Малогрязнушенский».

## Население
| 1904 | 1926 | 2002 | 2010 | 2021 |
| ---- | ---- | ---- | ---- | ---- |
| 775  | ↘759 | ↘33  | ↘20  | ↗68  |

Структура
- По данным 1904 года, в деревне было 126 дворов с населением 775 человек (мужчин — 388, женщин — 387), все русские[9].
- По данным переписи населения 1926 года, в Боёвке было 170 дворов с населением 759 человек (мужчин — 355, женщин — 404), все русские[4].
- По данным переписи 2002 года, в деревне проживало 30 человек, все русские[10]. По данным переписи населения 2010 года, в деревне проживало 20 человек, 10 мужчин и столько же женщин[11].